# Alessandrina di Meclemburgo-Schwerin
Alessandrina di Meclemburgo-Schwerin (nome completo in tedesco: Alexandrine Auguste von Mecklenburg-Schwerin; Schwerin, 24 dicembre 1879 – Copenaghen, 28 dicembre 1952) fu regina di Danimarca.

## Biografia
Alessandrina era figlia del granduca Federico Francesco III di Meclemburgo-Schwerin e della granduchessa Anastasija Michajlovna Romanova. Il padre apparteneva alla famiglia reale del Meclemburgo-Schwerin; la bisnonna paterna (da cui ereditò il nome) era Alessandrina di Prussia, figlia di Federico Guglielmo III di Prussia e di Luisa di Meclemburgo-Strelitz. La madre invece era nipote dello zar Nicola I di Russia.
Alessandrina aveva due fratelli minori: Federico Francesco, che nel 1897 succedette al padre come granduca di Meclemburgo-Schwerin, e Cecilia, che nel 1906 sposò il principe ereditario tedesco Guglielmo di Prussia, primogenito dell'imperatore tedesco Guglielmo II. Era anche cugina paterna di primo grado di Giuliana dei Paesi Bassi. Sua madre era la zia paterna della principessa Irina Aleksandrovna di Russia, moglie di Feliks Feliksovič Jusupov, uno degli assassini di Rasputin.
Dopo la successione del padre a granduca alla morte il 15 aprile 1883, Alessandrina crebbe con il fratello e la sorella tra il castello di Schwerin, il palazzo Ludwigslust e il casino di caccia Gelbensande, a pochi chilometri da la costa del Mar Baltico. Suo padre aveva una salute precaria e fin dalla tenera età soffriva gravemente di dermatiti, asma e disturbi respiratori. Il clima umido e freddo del Meclemburgo non faceva bene alla sua salute e, di conseguenza, Alessandrina trascorse molto tempo con la sua famiglia sul lago di Ginevra, Palermo, Baden-Baden e Cannes, dove la famiglia possedeva una grande tenuta, la Villa Wenden. Cannes all'epoca era meta favorita dai reali europei, compresi alcuni che Alessandrina incontrò come l'imperatrice Eugenia di Francia e lo zio del suo futuro marito, Edoardo VII del Regno Unito.

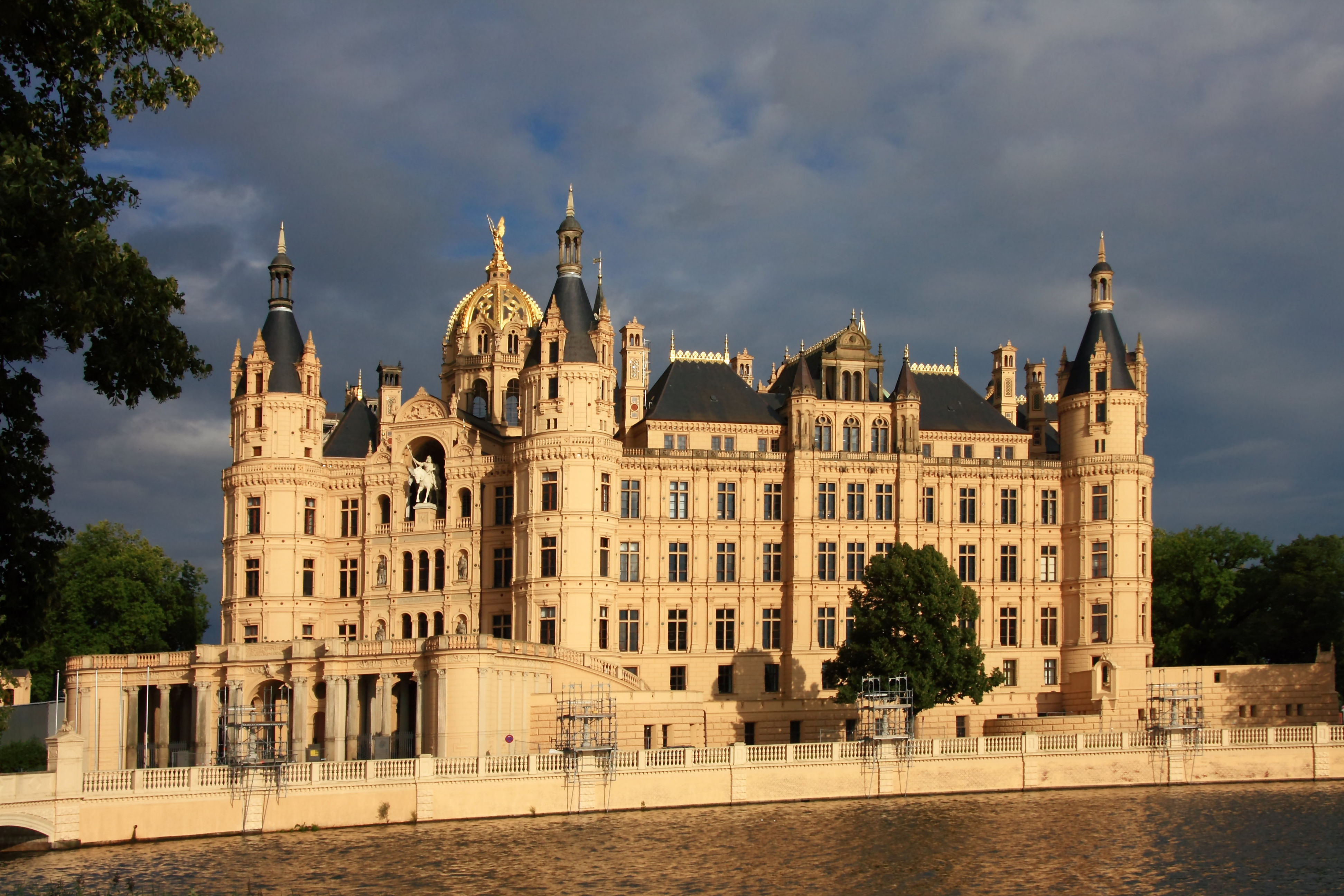
Il luogo d'infanzia della duchessa Alessandrina, il castello di Schwerin nel nord della Germania.

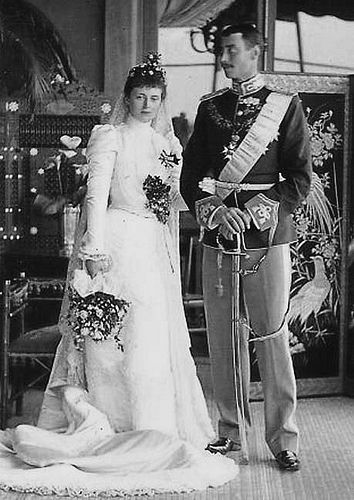
Alessandrina e Cristiano nel giorno delle loro nozze a Villa Wenden, Cannes.

## Matrimonio
Fu a Cannes durante il suo soggiorno invernale del 1897 che Alessandrina incontrò il suo futuro marito, il principe Cristiano di Danimarca, il figlio maggiore del principe ereditario Federico e della principessa ereditaria Luisa di Danimarca. I due giovani reali si fidanzarono a Schwerin il 24 marzo 1897. Nell'aprile 1897, poco dopo l'annuncio del fidanzamento, suo padre morì improvvisamente all'età di soli 46 anni. La sua morte improvvisa è stata in qualche modo avvolta nel mistero poiché è stato riferito che si era suicidato gettandosi da un ponte. Tuttavia, secondo il rapporto ufficiale, morì nel suo giardino cadendo da un muretto durante un attacco di asma.
Le nozze vennero celebrate il 26 aprile 1898 a Cannes. La coppia ebbe due figli:
- Federico (1899-1972), sposò Ingrid di Svezia;
- Knud (1900-1976), sposò Carolina Matilde di Danimarca.

Al loro arrivo in Danimarca, alla coppia fu assegnato il Palazzo di Cristiano VIII presso il complesso del Palazzo di Amalienborg come residenza principale e il Palazzo di Sorgenfri come residenza estiva. Inoltre, la coppia ricevette il Palazzo di Marselisborg come regalo di nozze dal popolo danese nel 1902, dove nacque il suo interesse per il giardinaggio. Nel 1914, il re e la regina costruirono anche la villa Klitgården a Skagen.
Il 29 gennaio 1906 morì il nonno di suo marito, il re Cristiano IX, e il padre di Cristiano salì al trono come re Federico VIII. 

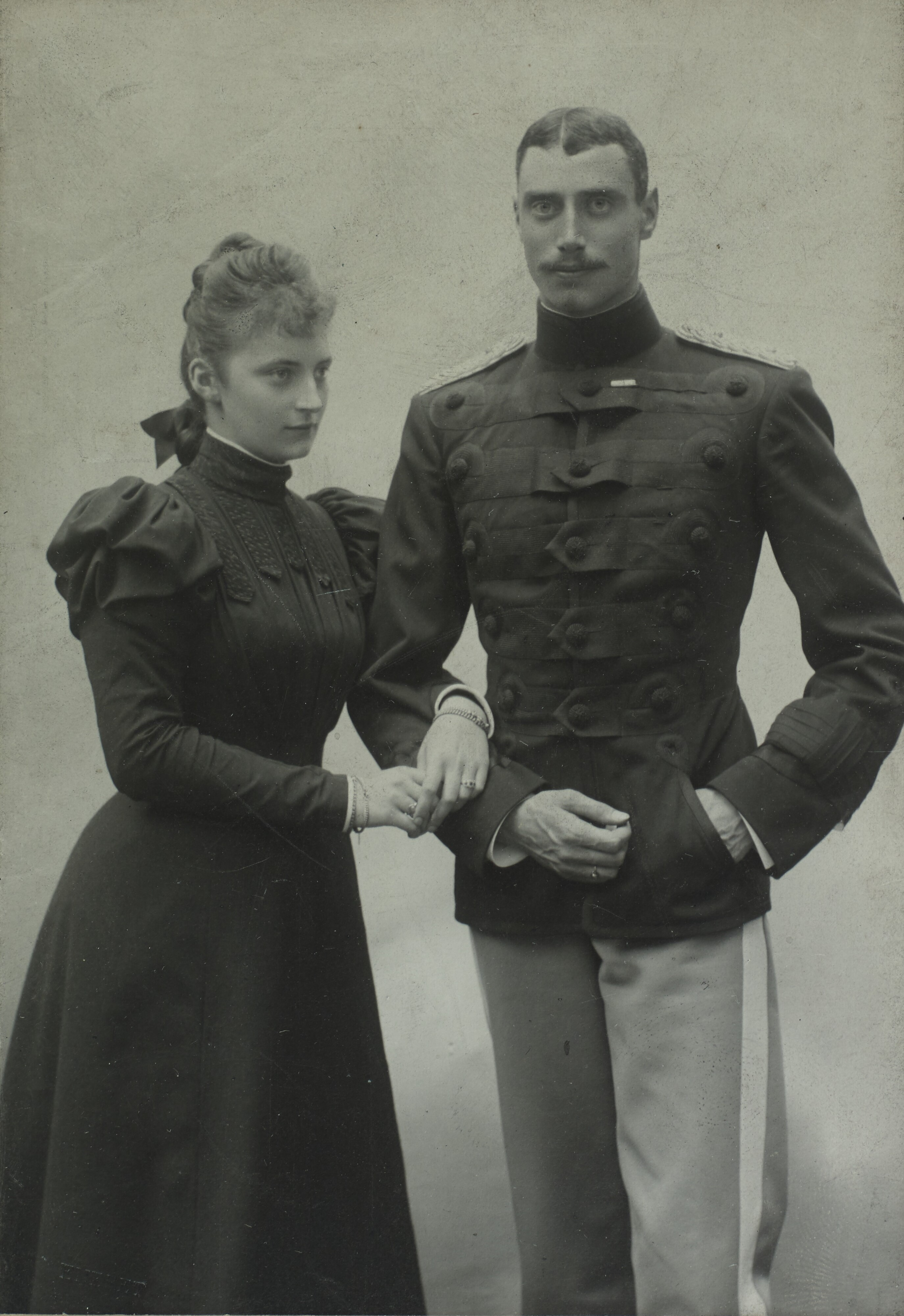
Cristiano X e Alessandrina nel 1912.

## Regina di Danimarca
Il 14 maggio 1912, il re Federico VIII morì improvvisamente ad Amburgo, mentre tornava da un soggiorno di convalescenza a Nizza. Il marito di Alessandrina salì al trono come Cristiano X e Alessandrina divenne regina consorte di Danimarca. Non si ritiene che abbia svolto alcun ruolo politico, ma è descritta come una leale sostenitrice del marito.
Era interessata alla musica e divenne protettrice delle società musicali Musikforeningen i København e Den danske Richard Wagnerforening. Era nota per i suoi ricami, che vendeva per scopi di beneficenza. Dopo la morte della suocera nel 1926, le succedette come patrona ufficiale delle varie organizzazioni caritatevoli fondate dalla suocera. Le piaceva il golf e la fotografia.
Durante la prima guerra mondiale, fondò la Dronningens Centralkomité af 1914 ("Comitato centrale della regina del 1914") a sostegno delle famiglie povere. La rivoluzione in Russia portò molto dolore ad Alessandrina poiché tre dei suoi zii, furono uccisi dai bolscevichi.
Sopravvisse alla pandemia influenzale del 1918.

### Seconda guerra mondiale
Alla coppia fu data una grande popolarità come simboli nazionali durante l'occupazione della seconda guerra mondiale, cosa che fu dimostrata durante un tour attraverso il paese nel 1946. Prima dell'occupazione, lei e sua nuora erano impegnate nella mobilitazione delle donne danesi.
Il suo rifiuto al maggiore generale Kurt Himer, capo di stato maggiore del generale Kaupisch il 9 aprile 1940 divenne un simbolo della sua lealtà verso la Danimarca prima del suo paese natale, la Germania.
È stato riferito che, sebbene Alessandrina fosse vista come timida e non amava le cerimonie ufficiali, aveva un'intelligenza "affilata" ed era, insieme a sua nuora, Ingrid di Svezia, un vero sostegno del monarca e una guida per la resistenza all'occupazione all'interno della casa reale. È stato anche riferito che, contrariamente al monarca stesso e al principe ereditario, la regina e la principessa ereditaria non hanno mai perso la calma quando la nazione è stata attaccata. Poiché non era il capo della casa reale, poteva mostrarsi in pubblico più del coniuge, che non desiderava mostrare sostegno all'occupazione facendosi vedere in pubblico, e lo usò per impegnarsi in varie organizzazioni di assistenza sociale per alleviare le difficoltà causate dall'occupazione.

## Morte
Nel 1947 rimase vedova; divenne la prima regina vedova di Danimarca a scegliere di non usare quel titolo.
Morì il 28 dicembre 1952 a Copenaghen. Venne sepolta accanto il marito nella cattedrale di Roskilde.

## Ascendenza
|                                                |                    |                                  | Genitori                           |  |  | Nonni |  |  | Bisnonni                               |  |  | Trisnonni                                 |  |
|                                                |                    |                                  |                                    |  |  |       |  |  | Paolo Federico di Meclemburgo-Schwerin |  |  | Federico Ludovico di Meclemburgo-Schwerin |  |
|                                                |                    |                                  |                                    |  |  |       |  |  | Paolo Federico di Meclemburgo-Schwerin |  |  | Federico Ludovico di Meclemburgo-Schwerin |  |
|                                                |                    | Elena Pavlovna Romanova          |                                    |  |  |       |  |  | Paolo Federico di Meclemburgo-Schwerin |  |  |                                           |  |
| Federico Francesco II di Meclemburgo-Schwerin  |                    |                                  |                                    |  |  |       |  |  | Paolo Federico di Meclemburgo-Schwerin |  |  |                                           |  |
|                                                |                    | Alessandrina di Prussia          | Federico Guglielmo III di Prussia  |  |  |       |  |  |                                        |  |  |                                           |  |
|                                                |                    | Alessandrina di Prussia          | Federico Guglielmo III di Prussia  |  |  |       |  |  |                                        |  |  |                                           |  |
|                                                |                    | Alessandrina di Prussia          | Luisa di Meclemburgo-Strelitz      |  |  |       |  |  |                                        |  |  |                                           |  |
| Federico Francesco III di Meclemburgo-Schwerin |                    | Alessandrina di Prussia          |                                    |  |  |       |  |  |                                        |  |  |                                           |  |
|                                                |                    | Enrico LXIII di Reuss-Köstritz   | Enrico VI di Reuss-Köstritz        |  |  |       |  |  |                                        |  |  |                                           |  |
|                                                |                    | Enrico LXIII di Reuss-Köstritz   | Enrico VI di Reuss-Köstritz        |  |  |       |  |  |                                        |  |  |                                           |  |
|                                                |                    | Enrico LXIII di Reuss-Köstritz   | Enrichetta Casado y Huguetan       |  |  |       |  |  |                                        |  |  |                                           |  |
| Augusta di Reuss-Köstritz                      |                    | Enrico LXIII di Reuss-Köstritz   |                                    |  |  |       |  |  |                                        |  |  |                                           |  |
|                                                |                    | Eleonora di Stolberg-Wernigerode | Enrico di Stolberg-Wernigerode     |  |  |       |  |  |                                        |  |  |                                           |  |
|                                                |                    | Eleonora di Stolberg-Wernigerode | Enrico di Stolberg-Wernigerode     |  |  |       |  |  |                                        |  |  |                                           |  |
|                                                |                    | Eleonora di Stolberg-Wernigerode | Giovanna di Schönburg-Waldenburg   |  |  |       |  |  |                                        |  |  |                                           |  |
| Alessandrina di Meclemburgo-Schwerin           |                    | Eleonora di Stolberg-Wernigerode |                                    |  |  |       |  |  |                                        |  |  |                                           |  |
|                                                | Nicola I di Russia | Paolo I di Russia                |                                    |  |  |       |  |  |                                        |  |  |                                           |  |
|                                                | Nicola I di Russia | Paolo I di Russia                |                                    |  |  |       |  |  |                                        |  |  |                                           |  |
|                                                | Nicola I di Russia | Sofia Dorotea di Württemberg     |                                    |  |  |       |  |  |                                        |  |  |                                           |  |
| Michail Nikolaevič Romanov                     | Nicola I di Russia |                                  |                                    |  |  |       |  |  |                                        |  |  |                                           |  |
|                                                |                    | Carlotta di Prussia              | Federico Guglielmo III di Prussia  |  |  |       |  |  |                                        |  |  |                                           |  |
|                                                |                    | Carlotta di Prussia              | Federico Guglielmo III di Prussia  |  |  |       |  |  |                                        |  |  |                                           |  |
|                                                |                    | Carlotta di Prussia              | Luisa di Meclemburgo-Strelitz      |  |  |       |  |  |                                        |  |  |                                           |  |
| Anastasija Michajlovna Romanova                |                    | Carlotta di Prussia              |                                    |  |  |       |  |  |                                        |  |  |                                           |  |
|                                                |                    | Leopoldo di Baden                | Carlo Federico di Baden            |  |  |       |  |  |                                        |  |  |                                           |  |
|                                                |                    | Leopoldo di Baden                | Carlo Federico di Baden            |  |  |       |  |  |                                        |  |  |                                           |  |
|                                                |                    | Leopoldo di Baden                | Luisa Carolina Geyer di Geyersberg |  |  |       |  |  |                                        |  |  |                                           |  |
| Cecilia di Baden                               |                    | Leopoldo di Baden                |                                    |  |  |       |  |  |                                        |  |  |                                           |  |
|                                                |                    | Sofia Guglielmina di Svezia      | Gustavo IV Adolfo di Svezia        |  |  |       |  |  |                                        |  |  |                                           |  |
|                                                |                    | Sofia Guglielmina di Svezia      | Gustavo IV Adolfo di Svezia        |  |  |       |  |  |                                        |  |  |                                           |  |
|                                                |                    | Sofia Guglielmina di Svezia      | Federica di Baden                  |  |  |       |  |  |                                        |  |  |                                           |  |
|                                                |                    | Sofia Guglielmina di Svezia      |                                    |  |  |       |  |  |                                        |  |  |                                           |  |